# Чемпионат мира по конькобежному спорту в классическом многоборье среди женщин 1937
Чемпионат мира по конькобежному спорту в классическом многоборье среди женщин 1937 года прошёл 30—31 января в Давосе (Швейцария). В нём приняли участие 6 спортсменок из 5 стран, которые соревновались на дистанциях 500, 1000, 3000 и 5000 метров.

## Результаты
| Дистанция | Золото ·         | Серебро ·  | Бронза ·   |
| --------- | ---------------- | ---------- | ---------- |
| 500 м     | Лайла Шу Нильсен | Синнёве Ли | Верне Леше |
| 3000 м    | Лайла Шу Нильсен | Синнёве Ли | Верне Леше |
| 1000 м    | Лайла Шу Нильсен | Синнёве Ли | Верне Леше |
| 5000 м    | Лайла Шу Нильсен | Синнёве Ли | Верне Леше |

## Итоговое положение
| Место | Имя              | Страна     | Punten  | 500 м       | 3000 м        | 1000 м        | 5000 м        |
| ----- | ---------------- | ---------- | ------- | ----------- | ------------- | ------------- | ------------- |
| 1     | Лайла Шу Нильсен | Норвегия   | 207,563 | 46,4 (1) WR | 5.29,6 (1) WR | 1.38,8 (1) WR | 9.28,3 (1) WR |
| 2     | Синнёве Ли       | Норвегия   | 213,260 | 49,9 (2)    | 5.31,8 (2)    | 1.42,2 (2)    | 9.29,6 (2)    |
| 3     | Верне Леше       | Финляндия  | 217,347 | 51,2 (3)    | 5.35,5 (3)    | 1.44,9 (3)    | 9.37,8 (3)    |
| 4     | Trudy Rogger     | Швейцария  | 227,067 | 54,2 (5)    | 5.57,1 (4)    | 1.48,4 (5)    | 9.51,5 (4)    |
| 5     | Гонне Донкер     | Нидерланды | 231,547 | 52,1 (4)    | 6.13,3 (6)    | 1.48,3 (4)    | 10.30,8 (5)   |
| ns4   | Рут Хиллер       | Германия   | 171.567 | 54,9 (6)    | 6.05,8 (5)    | 1.51,4 (6)    | ns            |

WR — мировой рекорд
ns — не вышла на дистанцию